# Pistacia lentiscus
Espèce
Classification phylogénétique
L’Arbre au mastic, ou Pistachier lentisque (Pistacia lentiscus L.) est un arbuste poussant dans les garrigues et les maquis des climats méditerranéens. Plante de la famille des Anacardiaceae, à feuillage persistant, elle donne des fruits, d'abord rouges, puis noirs. On utilise principalement sa résine ou mastic, son bois, son amande, son huile extraite des graines et son huile essentielle extraite des feuilles.
Le savoir-faire de la culture du mastic de l'île de Chios en Grèce est inscrit en 2014 sur la Liste représentative du patrimoine culturel immatériel de l’humanité de l'UNESCO.

## Étymologie et histoire
Le nom pistachier est un emprunt au grec (via l'italien du Nord et le latin) πιστάκη / pistákē, « pistachier ».
Le nom français lentisque est probablement emprunté à l'ancien provençal lentiscle, issu d'un latin vulgaire *lentisculus, diminutif du latin classique lentiscus qui désignait déjà l'arbre « lentisque ».
La première mention des lentisques remonte au botaniste grec Théophraste (Recherche sur les Plantes), (-371 — -288). Quatre siècles plus tard, l'encyclopédiste romain Pline (Ier siècle) détaille les usages médicinaux des produits tirés des lentisques (Histoire Naturelle, livre XXIV, 42). Tout est employé : les jeunes feuilles, la graine, l'écorce, la larme, le mastic. À la même époque, le médecin grec Dioscoride consacre la notice I, 70, de Materia medica au mastic (σχῖνος / skhīnos). Il recommande l'usage d'une décoction (obtenue en faisant longuement bouillir l'écorce, les racines et les feuilles de l'arbuste) contre la dysenterie et les saignements utérins anormaux. Le jus exprimé des feuilles sert à l'hygiène buccale, l'huile extraite des fruits est utilisée pour ses propriétés astringentes. La résine est réputée pour ses nombreuses vertus médicinales (contre les rhumes, pour l'estomac), ainsi que pour fixer les cils des femmes, ou comme gomme à mâcher pour rafraîchir l'haleine. Il précise que « l'île de Chios la produit en abondance et d'excellente qualité ».
Les premières descriptions botaniques modernes commencent au XVIIe siècle quand la botanique prend son indépendance vis-à-vis de la médecine. De 1700 à 1702, le botaniste Tournefort effectue une expédition naturaliste au Levant (Crète, Cyclades, Turquie, Arménie). Dans les îles de la mer Égée, il observe et décrit les lentisques et les térébinthes (Relation d'un voyage du Levant, Tome I, lettre IX, p.379). Tournefort décrit le caractère dioïque des lentisques dans cette formule « les pieds de Lentisque qui fleurissent ne portent pas de fruit, & ceux qui portent des fruits ordinairement ne fleurissent pas » (p. 376). La notion de « fleur » n'était pas encore complètement établie, car s'il décrit correctement les pièces florales incomplètes de ce qu'on appelle actuellement « fleur femelle », il ne lui applique pas encore le terme, et c'est d'ailleurs à son élève Sébastien Vaillant que l'on doit ces précisions terminologiques. Il décrit précisément l'exploitation du mastic tiré par incision de l'arbre tel qu'il l'a observée dans l'île de Chios (Scio), sous domination ottomane à l'époque. Le « Grand Seigneur de Constantinople » (le sultan Moustapha II) exerçait un monopole sur la vente du mastic. Tous les producteurs étaient redevables d'une partie de leur production au pouvoir central. « Les Sultanes consomment la plus grande partie du mastic destiné pour le serail ; elles en mâchent pour s'amuser & pour rendre leur souffle plus agréable, surtout le matin et à jeun ; on met aussi des grains de mastic dans des cassolettes & dans le pain avant de le mettre dans le four » (Relation d'un voyage du Levant, Tome T, lettre IX, p. 379).

## Description

### Morphologie générale et végétative

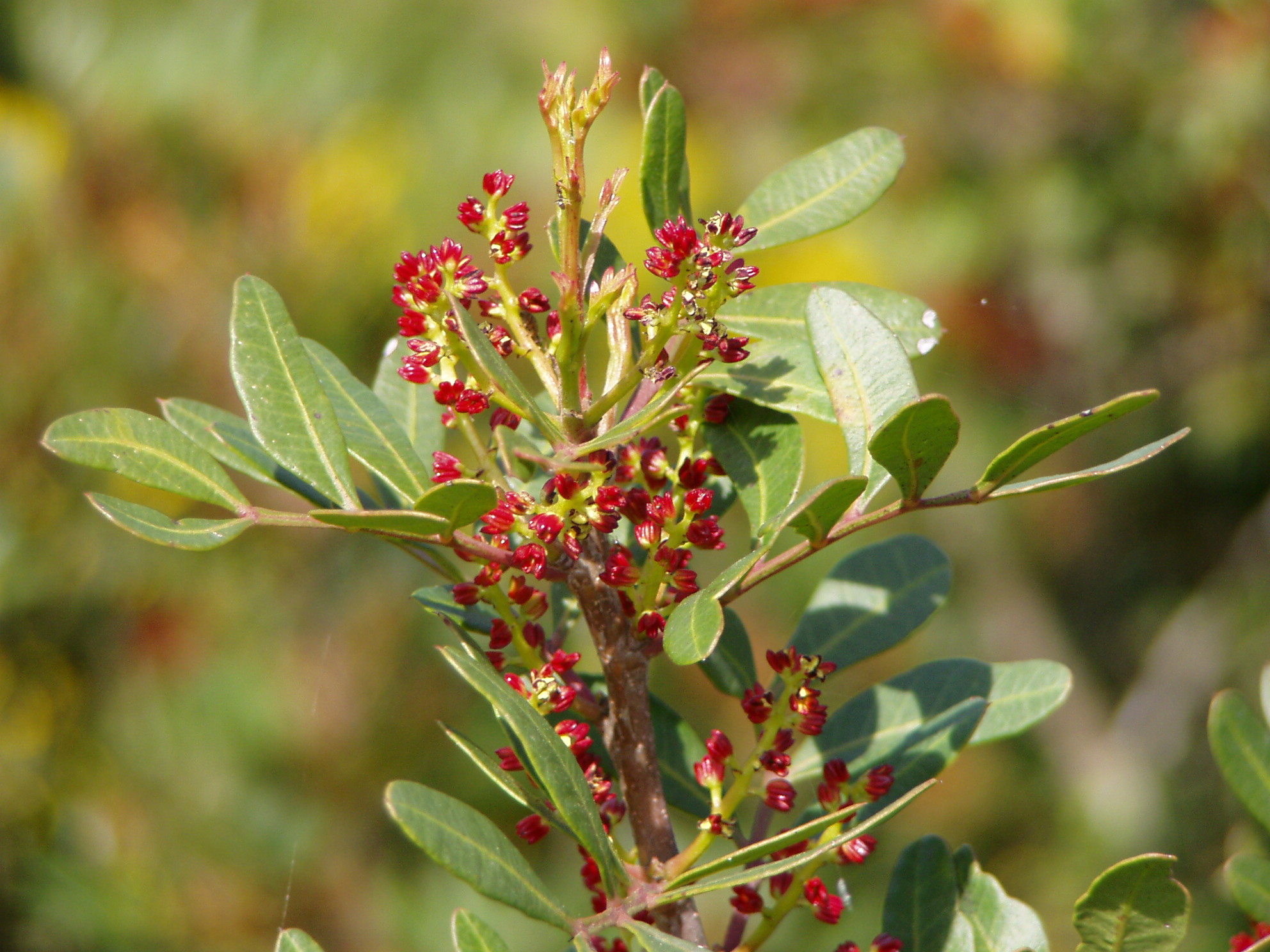
Fleurs

Le lentisque est en général un arbrisseau pouvant atteindre trois mètres, c'est parfois aussi un arbuste ne dépassant pas six mètres. Il se distingue des autres espèces de pistachiers méditerranéens (notamment Pistacia terebinthus L. ou térébinthe) par les caractères suivants :
- les feuilles ont un nombre pair de folioles (paripennées ; elles se terminent par une paire de folioles, tandis que celles des autres pistachiers se terminent par une foliole terminale) ;
- le rachis portant les folioles est ailé ;
- le feuillage est persistant ;
- l'inflorescence est cylindrique.

|               | P. terebinthus            | P. lentiscus               |
| ------------- | ------------------------- | -------------------------- |
| Feuillage     | caduc                     | persistant                 |
| Feuille       | imparipennée              | paripennée                 |
| Pétiole       | non ailé                  | étroitement ailé           |
| Inflorescence | grappe composée axillaire | grappe spiciforme latérale |

Les folioles, assez étroites et coriaces, sont de forme ovale à elliptique, terminées par une petite pointe. Leur nombre varie de deux à douze. Ces folioles portent souvent une galle (voir ci-dessous).
Le térébinthe (Pistacia terebinthus L.) possède des feuilles imparipennées, à rachis non ailé et une inflorescence pyramidale.

### Morphologie florale
Comme les autres pistachiers, le lentisque est dioïque: les fleurs mâles et femelles poussent sur des arbustes différents. Elles forment des racèmes de petite taille à l'aisselle des feuilles.
La floraison a lieu d'avril à juin. Les fleurs sont apétales. Les mâles ont cinq petits sépales dont émergent cinq étamines rougeâtres reposant sur un disque nectarifère. Les femelles, à trois ou quatre sépales, ont un ovaire supère (au-dessus des autres pièces florales) avec un style court à trois stigmates.

### Fruit et graines

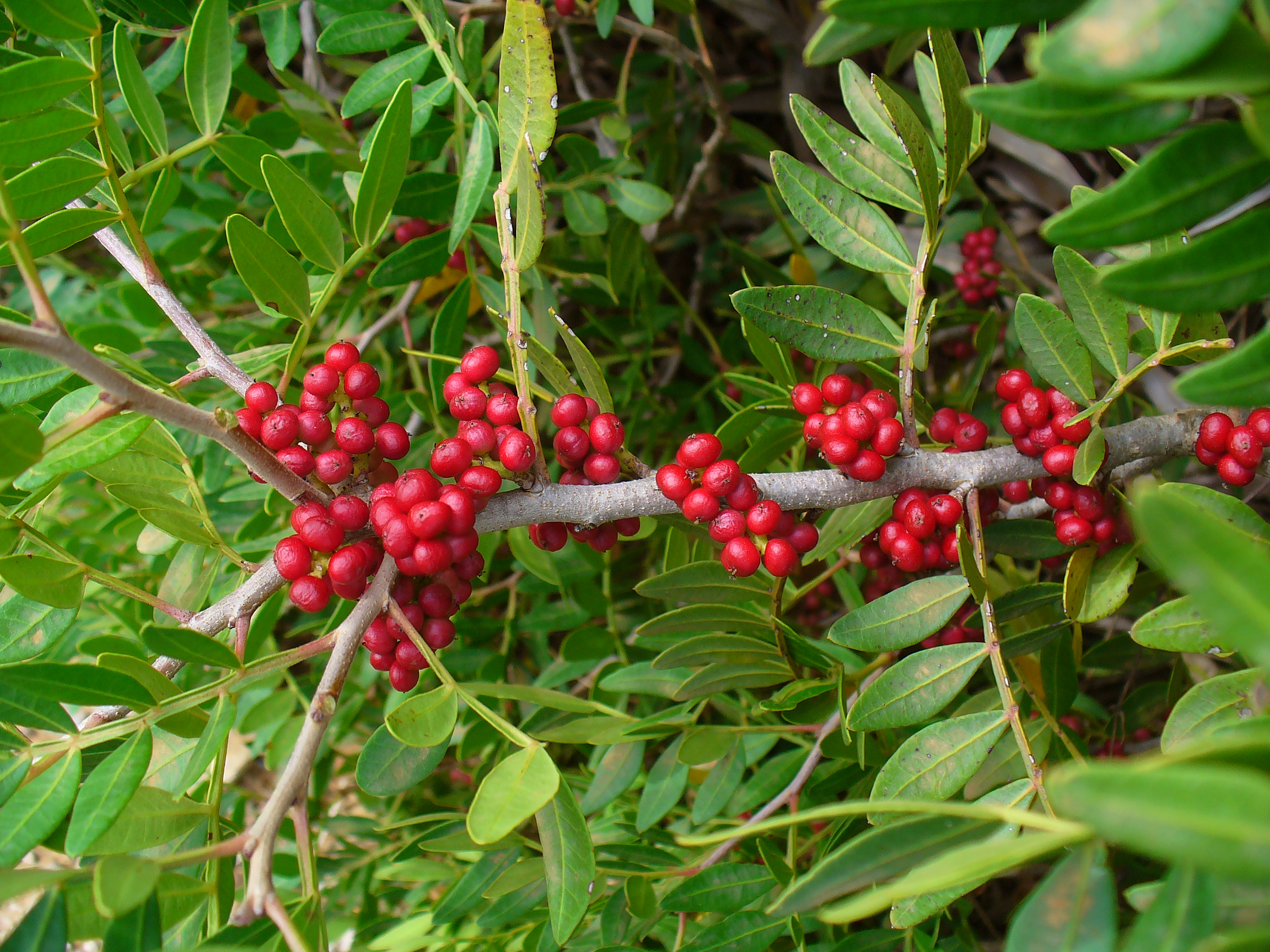
Fruits du lentisque

Le fruit est une petite drupe comestible, arrondie, d'environ cinq millimètres. D'abord rouge et d'une saveur amère elle devient ensuite noire et douce en hiver.
Le pistachier vrai (Pistacia vera) quant à lui a des feuilles ayant moins de folioles : 3 à 5 folioles et des fruits plus volumineux et comestibles.

## Aires de répartition
Pistacia lentiscus est largement répandu dans le pourtour méditerranéen : Afrique du Nord (Maroc, Algérie, Tunisie, Libye, Égypte), Europe méditerranéenne (Espagne, Portugal, France, Italie, Croatie, Albanie, Grèce), Turquie (autour de Çeşme, en face de l'île grecque de Chios), Iran, Irak, Syrie, Liban, Israël.

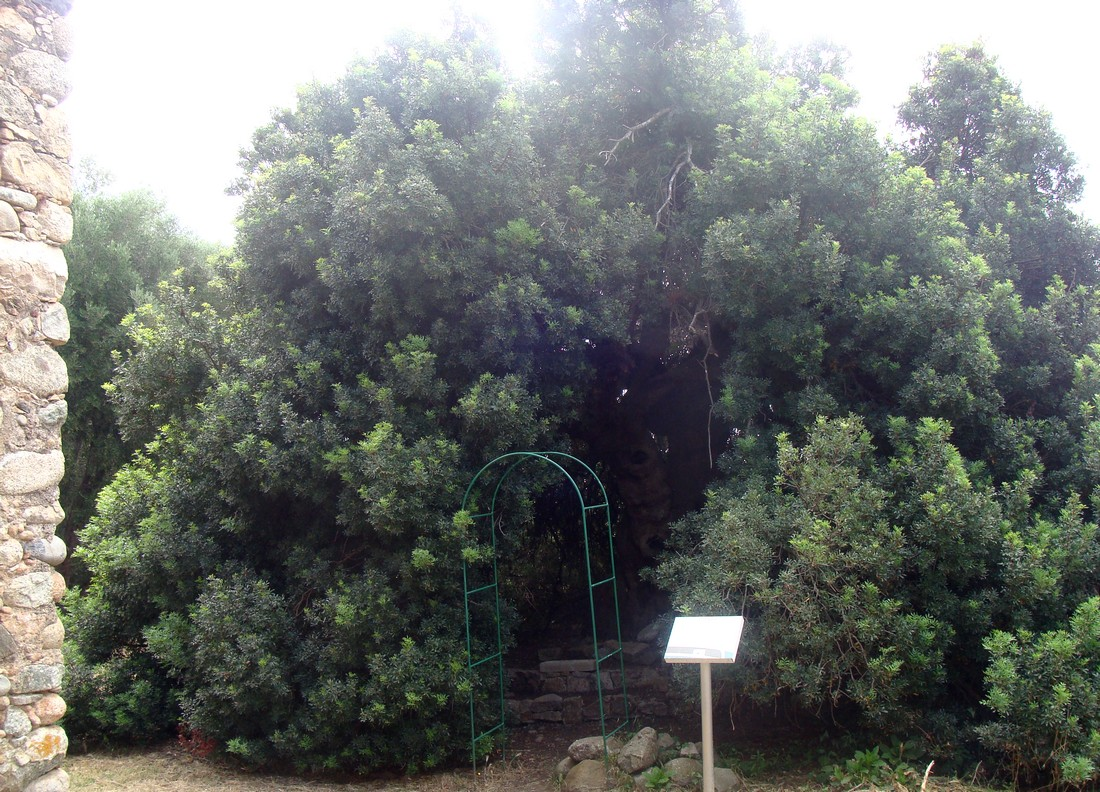
Le lentisque-pistachier remarquable de Ghisonaccia forme un massif à l'intérieur duquel on peut pénétrer.

En France, on le trouve en Charente-Maritime et sur le pourtour méditerranéen en Corse. À Ghisonaccia, se trouve un individu dont l'âge est estimé entre 700 et 1000 ans. En novembre 2011, l'arbre est élu arbre de l'année 2011 par un jury. En guise de récompense, le pistachier corse est classé arbre remarquable de France et une jeune pousse de la même espèce est plantée à l’Élysée.
Son origine se situe dans les régions méditerranéennes de l'Europe, de l'Asie et de l'Afrique. Son habitat se situe en fruticées et forêts sclérophylles. La variété chia, de l'île de Chios en Grèce, est la plus réputée aujourd'hui et ceci depuis l'Antiquité. Son mastic est très pur. La culture traditionnelle du mastiha de l'île a été inscrite au patrimoine culturel immatériel de l’humanité par l'UNESCO en 2014,.

## Maladies et parasites

Galle de pistachier

Il est courant d'observer des galles formées aux dépens du limbe foliaire du pistachier lentisque. Les parasites qui induisent la production de ces galles, et s'en nourrissent ensuite, sont l'acarien Eriophyes stefanii (galle par enroulement marginal serré par en haut) et surtout le puceron Anopleura lentisci (galle réniforme).

## Utilisations
Au Maroc, la fumée de la résine est utilisée pour aromatiser l'eau. De plus, en Turquie, la résine de mastic est un ingrédient clé du dondurma (crème glacée), donnant à ces confiseries leur texture inhabituelle et leur blancheur éclatante. Au Liban et en Égypte, l'épice est utilisée pour aromatiser de nombreux plats, allant des soupes aux viandes en passant par les desserts.

### Résine

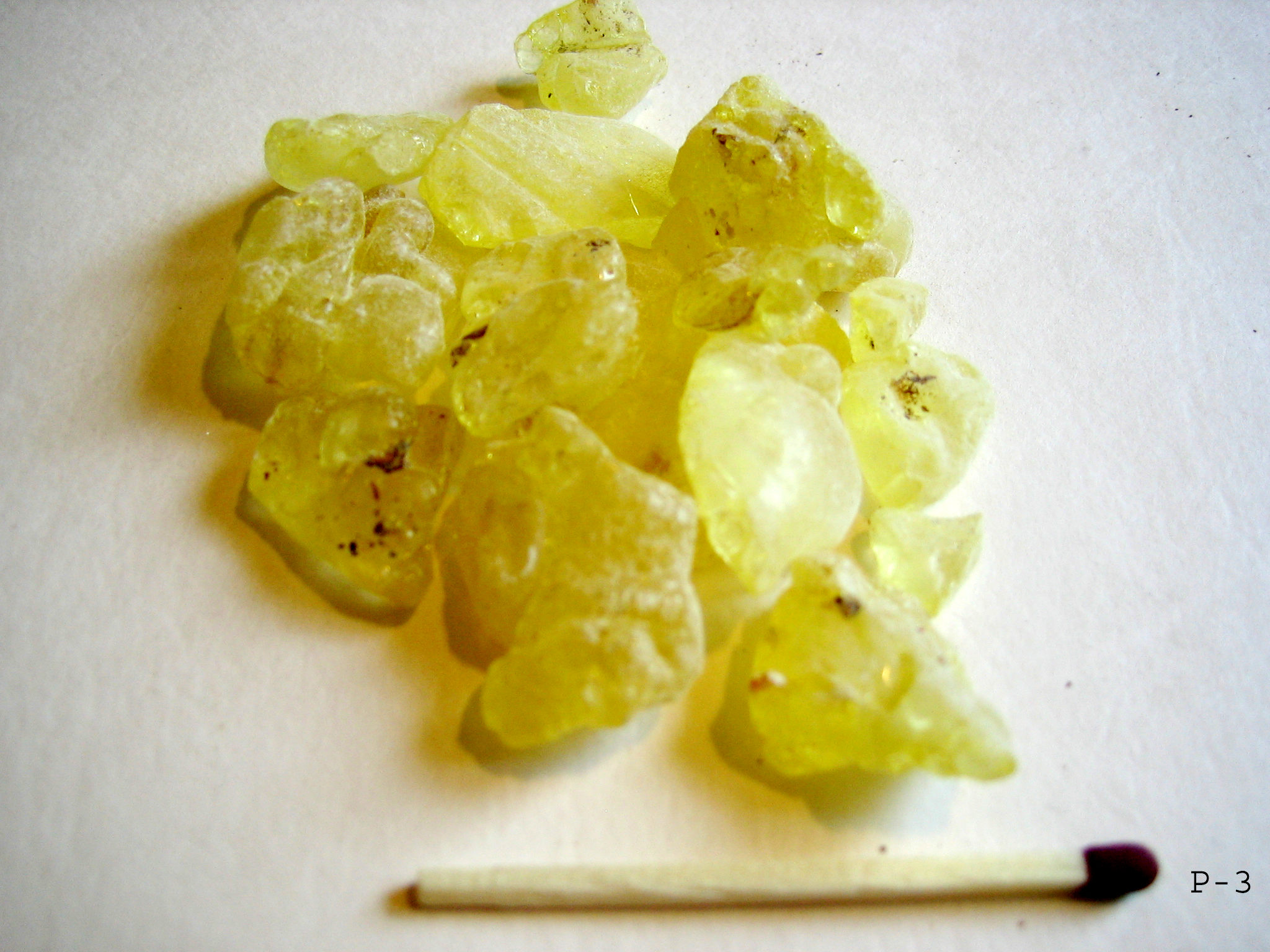
Mastic

Le « mastic », une gomme naturelle, est obtenu par incision répétée des tiges. De ces entailles s'écoule peu à peu une oléorésine qui se transforme en grains de mastic. Chaque arbre peut produire de 150 à 180 grammes par an de mastic et certains arbres exceptionnels jusqu'à 4 à 5 kg par an. De couleur jaune clair, cette gomme dégage une odeur balsamique relativement forte. Dans l'île de Chios, cette résine est exploitée sous le nom de mastiha (μαστίχη / mastíkhē, ou « mastic »),,.

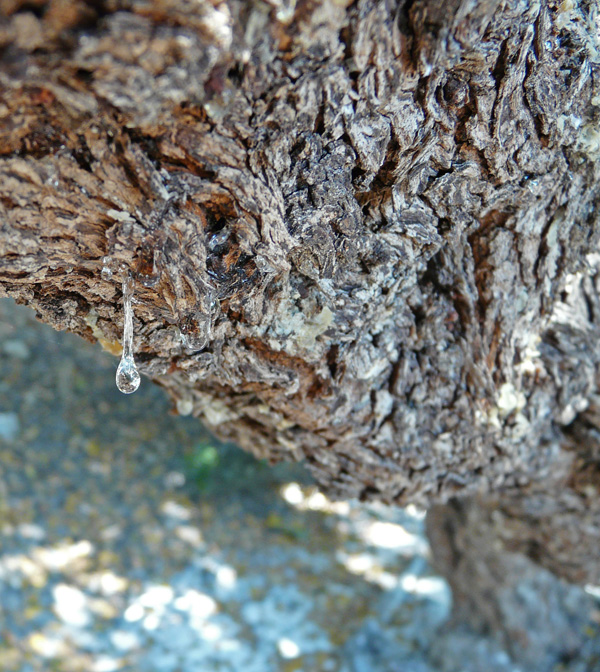
Larme de résine

En Orient, la résine est traditionnellement utilisée comme masticatoire parfumé pour protéger les gencives et rafraîchir l'haleine.
Elle a été utilisée en Europe, au début du XXe siècle, en médecine, comme antidiarrhéique pour les enfants, comme antiscorbutique ainsi que sous forme de cataplasme ou pour faire des fumigations. En dentisterie, elle servait à l'occlusion des dents cariées.
En médecine traditionnelle, on utilise la résine de pistachier lentisque afin de combattre les ulcères de l'estomac. Son efficacité contre la bactérie Helicobacter pylori a en effet été récemment confirmée. Elle avait été vérifiée par plusieurs études scientifiques,. Cette méthode consiste à éliminer la bactérie H. pylori par mastication de résine du pistachier lentisque.
Contre les coliques et les problèmes digestifs, dans la région de Bougie (Algérie), les Bougiotes citadins s'en servent pour aromatiser leur eau et l'assainir[réf. souhaitée]. Dans le sud de l'Espagne, des branches de lentisques sont mises dans l'eau des puits désinfectés par la chaux afin d'enlever le mauvais goût résultant de ce traitement.
Cette gomme est aussi employée en pâtisserie, en confiserie, et pour la fabrication de liqueurs comme la mastika et de cosmétiques.

### Bois
Le bois du lentisque est de couleur rose ou ocre, avec un veinage jaune. Il est employé en menuiserie et en ébénisterie. Il sert aussi de bois de chauffage et fournit un excellent charbon de bois, mais aussi de bois de fumage pour certains fromages corses.

### Amande
Le fruit est identique aux pistaches et peut être consommé cru, mais on l'emploie généralement pour confectionner une confiserie appelée masticha dans les pays arabes. On fait bouillir la « graine » avec de petites fèves, du blé et des pois chiches, arrosée légèrement avec de l'huile d'olive.
Cette préparation de graines de lentisque est très appréciée notamment dans l'est algérien. À Jijel notamment, où il est connu sous le nom de maslouq, ainsi qu'à Bougie sekssou be dhro.

### Huile de lentisque
Une recherche ethnobotanique menée en Sardaigne, auprès de personnes qui ont gardé une connaissance de la récolte des « graines » de lentisque et de l'extraction de l'huile, a permis de reconstituer cette pratique ancestrale, aujourd'hui disparue.
La période de la récolte varie de décembre à janvier, suivant le lieu et l'année. Le mûrissement des fruits est plus précoce dans les zones ensoleillées. Les fruits cueillis à la main sont portés à ébullition dans de l'eau pendant une demi-heure environ. Ils sont ensuite placés dans un sac de jute qu'un homme piétine pour extraire le jus. À la surface de celui-ci surnage l'huile recherchée, de couleur verte.
Dans plusieurs pays d'Orient et d'Afrique du Nord, l'huile de lentisque est mélangée à de la farine et de la pâte d'amande pour faire une sorte de « beurre » considéré comme aphrodisiaque. Celui-ci est généralement consommé dilué dans le thé. En Sardaigne, on le mange sur du pain « biscotte » ou du pain durci au four.
Au Maroc, cette huile verte est utilisée sous forme d'onguent pour soigner les brûlures ou les douleurs dorsales. Dans les maisons, elle sert pour l'éclairage.
L'huile verte peut être transformée en huile jaune en la portant à ébullition. Cette dernière est réservée à la fabrication des beignets.
L'huile jaune est d'odeur intense et herbacée. Elle est utilisée pour les indications suivantes : varices et jambes lourdes, congestions et stases veineuses, hémorroïdes externes et internes, thrombophlébite. En effet, cette huile essentielle est reconnue comme décongestionnante des systèmes veineux et lymphatique[réf. souhaitée].
Utilisée aussi pour traiter les brûlures, asthme et toux.
Très présent en Algérie, le pistachier lentisque constitue un remède précieux depuis l'Antiquité. Dans l'est de l'Algérie, le pistachier lentisque se nomme : edhrou, tro ou troo (prononcer trou en roulant le r). Tandis que dans la région de la Kabylie le pistachier lentisque se nomme : imidhek, le fruit étant le tidekt.
L'huile de lentisque (Pistacia lentiscus) est utilisée contre la bronchite, l'asthme, la sinusite, l'eczéma (psoriasis et lichen plan) et les brûlures. Les feuilles quant à elles sont utilisées pour préparer des tisanes agissant contre les problèmes de l'appareil digestif (ulcère, colopathie, parasites).

## Phytochimie

### Huile essentielle extraite des feuilles
L'huile essentielle obtenue par hydrodistillation des feuilles de P. lentiscus est de composition très variable suivant le lieu de récolte. En Corse, l'analyse de 105 spécimens dégage la présence d'une dizaine de monoterpènes principaux : myrcène, limonène, terpinène-4-ol, α-pinène, β-pinène, α-phellandrène, sabinène, p-cymène et γ-terpinène. Le partitionnement de données (clustering) dégage trois groupes par rapport au contenu en terpinène-4-ol/α-pinène, limonène et myrcène.
L'analyse de l'huile essentielle de lentisque provenant de l'est du Maroc contient une centaine de constituants. Les principaux constituants sont des monoterpènes :
| Profil chromatographique |                   |
| Composant                | Concentration (%) |
| Myrcène                  | 39,2              |
| Limonène                 | 10,3              |
| β-gurjunène              | 7,8               |
| Germacrène               | 4,3               |
| α-pinène                 | 2,9               |

Le constituant principal, le myrcène (39,2 %), a aussi été trouvé en abondance en Corse (76,9 %), en Espagne (27 %), en Italie (27 %) et Algérie. Par ailleurs, l'α-pinène, est le constituant principal trouvé au Maroc (à Oulmes) (16,1 - 38,5 %), Algérie (20,0 - 34,2 %), Grèce (24,9 - 9,4 %), Italie (14,8 - 22,6 %), France (25,6 %). D'autres chemotypes ont encore été observés : limonène (40,7 % Corse, 44-29 % Algérie), β-caryophellène (Algérie, Italie) etc.
L'huile extraite de la gomme est composée de monoterpènes dont principalement α-pinène (79 %).

### Composés phénoliques des feuilles
Les feuilles de lentisque contiennent de l'acide gallique et ses dérivés, des hétérosides de flavonols et d'anthocyanidols (delphinidine 3-O-glucoside, cyanidine 3-O-glucoside).

### Mastic

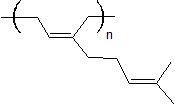
Structure du cis-1,4-poly-β-myrcène
Dammarane
Lupane

Le polymère du mastic a été identifié comme un cis-1,4-poly-β-myrcène. Le mastic contient aussi une petite fraction d'huiles essentielles : les triterpénoïdes identifiés ont un squelette de type tétracyclique (euphane, dammarane), pentacyclique (lupane, oléanane) ainsi que bicyclique et tricyclique. Les constituants de la résine de mastic frais sont très oxydés. Jusqu'à 6 oxygènes sont ajoutés aux composants initiaux de la résine.

## Propriétés pharmacologiques

### Extrait des feuilles
Des extraits des feuilles de lentisque inhibent la croissance de micro-organismes comme Pythium ultimum (Oomycète) et Rhizoctonia solani (champignon Basidiomycète). Ils auraient une activité antifongique forte et une activité antimicrobienne faible.

### Le mastic
La gomme du Pistacia lentiscus var. chia a des propriétés antibactériennes et antioxydantes. Elle inhibe la production cellulaire de superoxyde et de H2O2. Des études cliniques ont montré une activité anti-inflammatoire du mastic de Chios.
L'activité antimicrobienne de la gomme de mastic contre des isolats cliniques récents d'Helicobacter pylori a été étudiée par Marone et al. Le mastic a une bonne activité antibactérienne contre H. pylori et induit des changements ultra-structuraux manifestes comme on l'observe en microscopie électronique en transmission. Il a été montré aussi que α-terpinéol et l'(E)-méthyl isoeugénol des composants du mastic ont des activités anti-H. pylori. Ces composés pourraient être utiles pour surmonter la résistance de H. pylori aux médicaments.